# Lijst van Stolpersteine in Oegstgeest

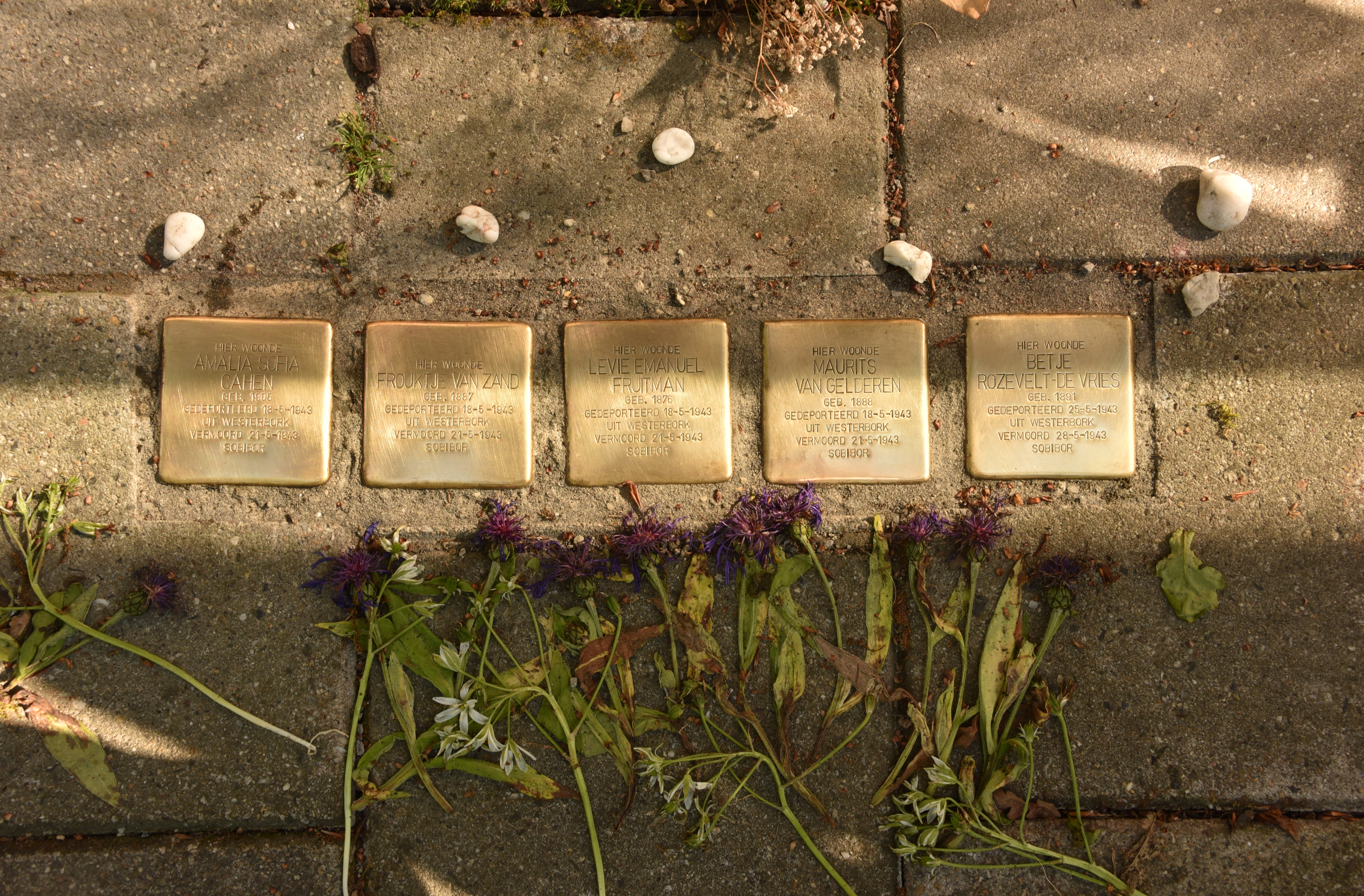
Stolpersteine in Endegeesterstraatweg 5

De lijst van Stolpersteine in Oegstgeest geeft een overzicht van de gedenkstenen in de gemeente Oegstgeest in d Nederlandse provincie Zuid-Holland die zijn geplaatst in het kader van het Stolpersteine-project van de Duitse beeldhouwer-kunstenaar Gunter Demnig.

De gedenkstenen zijn een initiatief van het Comité Herdenken en Vieren Oegstgeest.
Stolpersteine zijn opgedragen aan slachtoffers van het nationaalsocialisme, al diegenen die zijn vervolgd, gedeporteerd, vermoord, gedwongen te emigreren of tot zelfmoord gedreven door het nazi-regime. Demnig legt voor elk slachtoffer een aparte steen, meestal voor de laatste zelfgekozen woning.
Omdat het Stolpersteine-project doorloopt, kan deze lijst onvolledig zijn.

## Stolpersteine
In Oegstgeest liggen 24 Stolpersteine op dertien adressen. 
| Afbeelding | Inscriptie | Adres                               | Herdachte persoon                           |
| ---------- | --- | ----------------------------------- | ------------------------------------------- |
|            | HIER WOONDE ARIE BIJL GEB. 1908 VERZETSSTRIJDER GEARRESTEERD 27-4-1944 'ORANJEHOTEL' SCHEVENINGEN GEDEPORTEERD 11-10-1944 UIT AMERSFOORT DWANGARBEID BEZWEKEN 2-1-1945 NEUENGAMME | Emmalaan 32                         | Arie Bijl (1908-1945)                       |
|            | HIER WOONDE AMALIA SOFIA CAHEN GEB. 1905 GEDEPORTEERD 18-5-1943 UIT WESTERBORK VERMOORD 21-5-1943 SOBIBOR                                                                         | Endegeesterstraatweg 5              | Amalia Sophia Cahen (1905-1943)             |
|            | HIER WOONDE HENDRICUS SIMON CORNELIS FLES GEB. 1920 VERZETSSTRIJDER GEARRESTEERD 1-4-1941 GEÏNTERNEERD 'ORANJEHOTEL' SCHEVENINGEN VERMOORD 27-11-1942 SACHSENHAUSEN               | Koninginnelaan 12                   | Hendricus Simon Cornelis Fles (1920-1942)   |
|            | HIER WOONDE LEVIE EMANUEL FRUITMAN GEB. 1876 GEDEPORTEERD 18-5-1943 UIT WESTERBORK VERMOORD 21-5-1943 SOBIBOR                                                                     | Endegeesterstraatweg 5              | Levie Emanuel Fruitman (1876-1943)          |
|            | HIER WOONDE MAURITS VAN GELDEREN GEB. 1888 GEDEPORTEERD 18-5-1943 UIT WESTERBORK VERMOORD 21-5-1943 SOBIBOR                                                                       | Endegeesterstraatweg 5              | Maurits van Gelderen (1888-1943)            |
|            | HIER WOONDE ALEIDA MARIA GOUDSMIT-COHEN GEB. 1872 GEDEPORTEERD 6-4-1943 UIT WESTERBORK VERMOORD 9-4-1943 SOBIBOR                                                                  | Frederik Hendriklaan 18             | Aleida Maria Goudsmit-Cohen (1872-1943)     |
|            | HIER WOONDE ELISA ALIDA LIONI-GOLDSCHMIDT GEB. 1871 GEDEPORTEERD 27-4-1943 UIT WESTERBORK VERMOORD 30-4-1943 SOBIBOR                                                              | Rhijngeesterstraatweg 13            | Elisa Alida Lioni-Goldschmidt (1871-1943)   |
|            | HIER WOONDE THEO VAN DEN OORD GEB. 1925 VERZETSSTRIJDER DOODGESCHOTEN 22-1-1945 OEGSTGEEST                                                                                        | Frederik Hendriklaan 4              | Theo van den Oord (1922-1943)               |
|            | HIER WOONDE BARUCH PINTO GEB. 1863 GEDEPORTEERD 27-4-1943 UIT WESTERBORK VERMOORD 30-4-1943 SOBIBOR                                                                               | Warmonderweg 24                     | Baruch Pinto (1863-1943)                    |
|            | HIER WOONDE DINA-RUTH PINTO GEB. 1925 GEDEPORTEERD 19-10-1943 UIT WESTERBORK VERMOORD 22-10-1943 AUSCHWITZ                                                                        | Regentesselaan 42                   | Dina-Ruth Pinto (1925-1943)                 |
|            | HIER WOONDE ROSALIE PINTO-JUCHENHEIM GEB. 1864 GEDEPORTEERD 27-4-1943 UIT WESTERBORK VERMOORD 30-4-1943 SOBIBOR                                                                   | Warmonderweg 24                     | Rosalie Pinto-Juchenheim (1864-1943)        |
|            | HIER WOONDE AUGUSTE CHRÉTIEN JOSEPH REITSMA GEB. 1922 VERZETSSTRIJDER GEARRESTEERD 15-4-1943 'ORANJEHOTEL' SCHEVENINGEN WETERINGSCHANS AMSTERDAM GEFUSILLEERD 1-7-1943 OVERVEEN   | Prins Hendriklaan 4                 | Auguste Chrétien Joseph Reitsma (1922-1943) |
|            | HIER WOONDE THEO TALBOO GEB. 1888 VERZETSSTRIJDER GEARRESTEERD 19-1-1945 'ORANJEHOTEL' SCHEVENINGEN VERMOORD 8-3-1945 AMERSFOORT                                                  | Prinsenlaan 3, voorheen Emmalaan 83 | Theo Talboo (1888-1945)                     |
|            | HIER WOONDE BETJE ROZEVELT-DE VRIES GEB. 1891 GEDEPORTEERD 25-5-1943 UIT WESTERBORK VERMOORD 28-5-1943 SOBIBOR                                                                    | Endegeesterstraatweg 5              | Betje Rozevelt-de Vries (1891-1943)         |
|            | HIER WOONDE FROUKTJE VAN ZAND GEB. 1887 GEDEPORTEERD 18-5-1943 UIT WESTERBORK VERMOORD 21-5-1943 SOBIBOR                                                                          | Endegeesterstraatweg 5              | Frouktje van Zand (1887-1943)               |

## Data van plaatsingen
- 12 april 2023: negen Stolpersteine op Endegeesterstraatweg 5, Frederik Hendriklaan 18, Rhijngeesterstraatweg 13, Warmonderweg 24
- 23 september 2024: negen Stolpersteine op Emmalaan 32, Koninginnelaan 12, Prinsenlaan 3, Regentesselaan 42
- 27 januari 2025: zes Stolpersteine op Frederik Hendriklaan 4, Louise de Colignylaan 8, Prins Hendriklaan 4 en 26, Rijnzichtweg 62